# 梨木良成
梨木 良成（なしき よしなり、1950年 - ）は大阪府大阪市出身の音楽プロデューサー、作曲家、環境音楽作家。株式会社ナッシュスタジオ／株式会社ナッシュ音楽出版代表取締役。

## 概要
元ロックバンド"Bux(バックス)"のボーカル・作詞・作曲を担当。1976年にビクターよりアルバム「Maria」、シングル「マリア」をリリース。
"Bux"解散後は、ソロの環境音楽作家として一般的にヒーリング・ミュージック、ニューエイジ・ミュージック、アンビエントに分類される音響作品を主に発表。1992年に自然をイメージしたアンビエント作品集「調和への共振」をリリース。1995年には「四季」シリーズ、2000年には「じねん五部作」と呼ばれる自然音を基調とした4時間22分に及ぶ大作群「jair」「iwave」「nextent」「etide 」「naeon」を発表。環境音楽の愛好家である作家の三浦俊彦は「調和への共振」を"超名作"と評し、その後年にリリースされた「じねん五部作」については「せせらぎの波動処理が霧粒的楽音と超絶融和した未踏の驚異版」であると論じながら「日本の環境音楽は一体どこまで進化するのか?」と梨木の創作活動へ期待を寄せている。本名の"梨木良成"名義での作品は「backfield 」「backfield II 」を最後にリリースが途絶えていたが、2013年より「森堂自」という別名義で自身の「大山音工房」レーベルよりアンビエント作品を発表している。

## アルバム
梨木良成
- 1992年 調和への共振
  - 森を聴く
  - 星を聴く
  - 海を聴く
  - 風を聴く
  - 川を聴く
  - 木もれ日を聴く
  - 湖を聴く
  - 高原を聴く
  - 夕ぐれを聴く
  - 田園を聴く

- 1995年
  - 春・緑の鼓動
  - 夏・光の残響
  - 秋・風の独奏
  - 冬・白い静寂

- 2000年
  - jair
  - iwave
  - nextent
  - etide
  - naeon

- 2005年 backfield I
- 2008年 backfield II

森堂自
- 2013年 風、つきることなく
- 2014年 音、虚空を貫き
- 2014年 我、寂寥を漂泊す
- 2016年 take